# Kraj Nadmorski

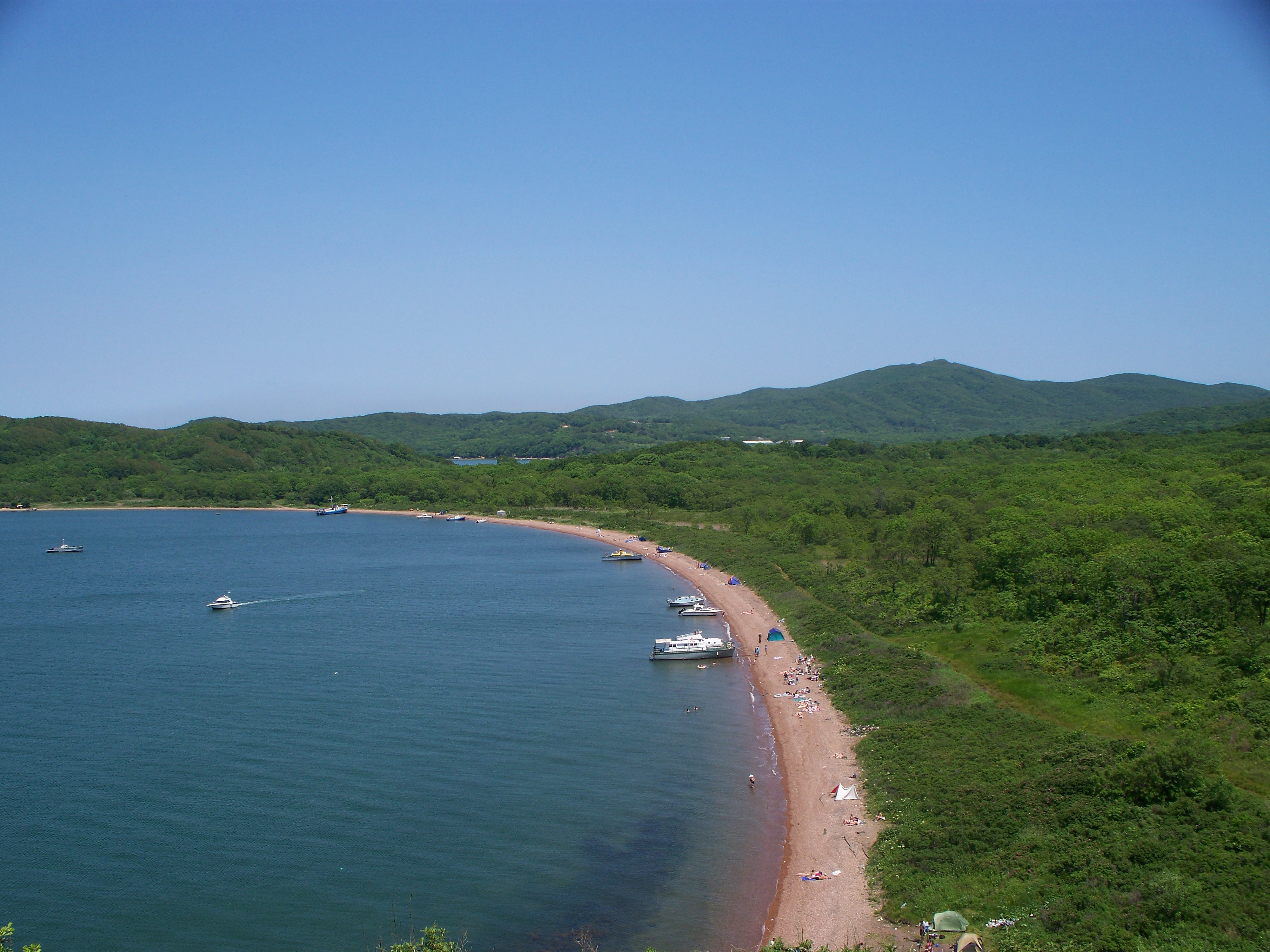
Plaża na Wyspie Rosyjskiej

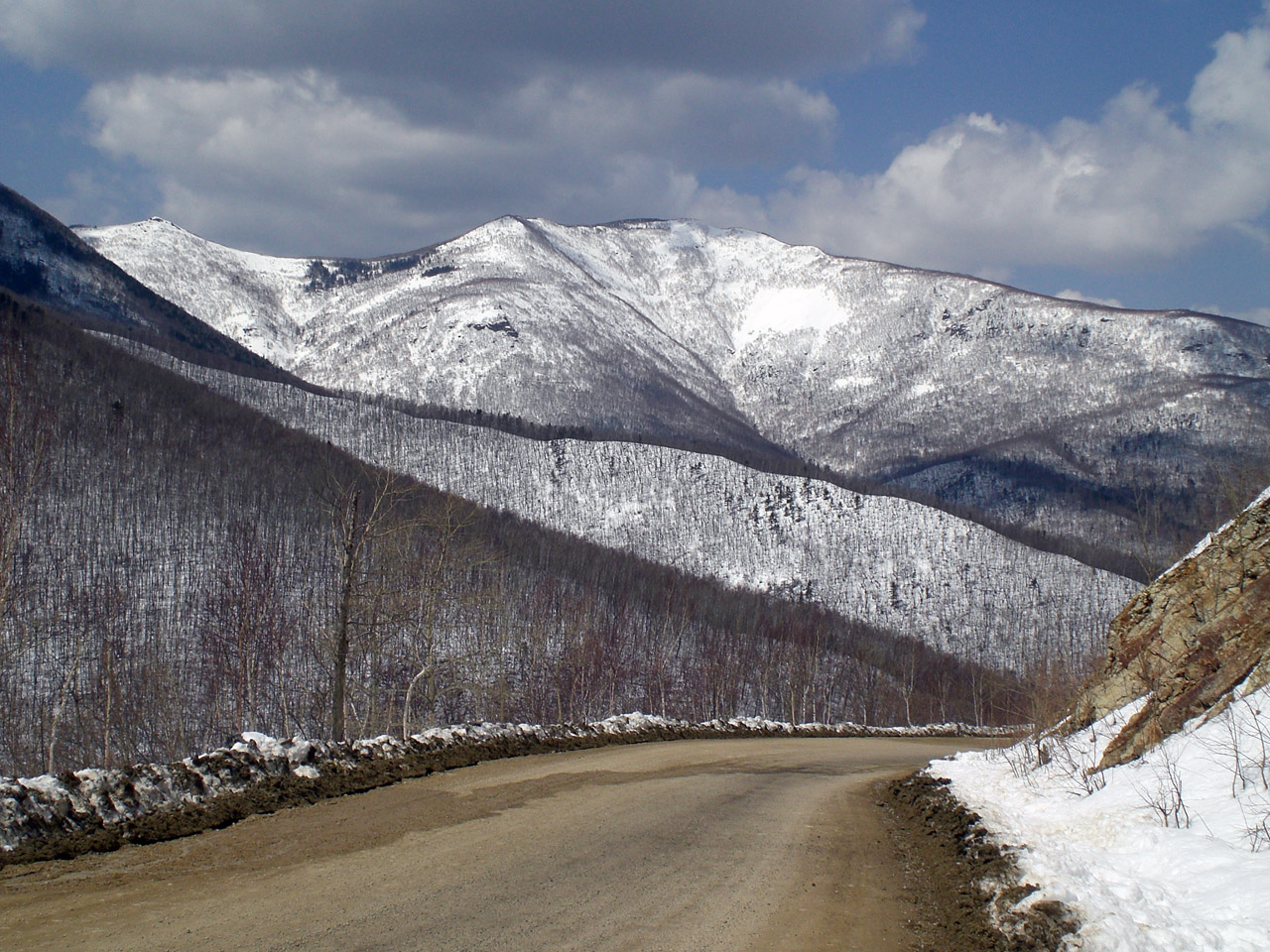
Góra Jakut w pobliżu Dalniegorska

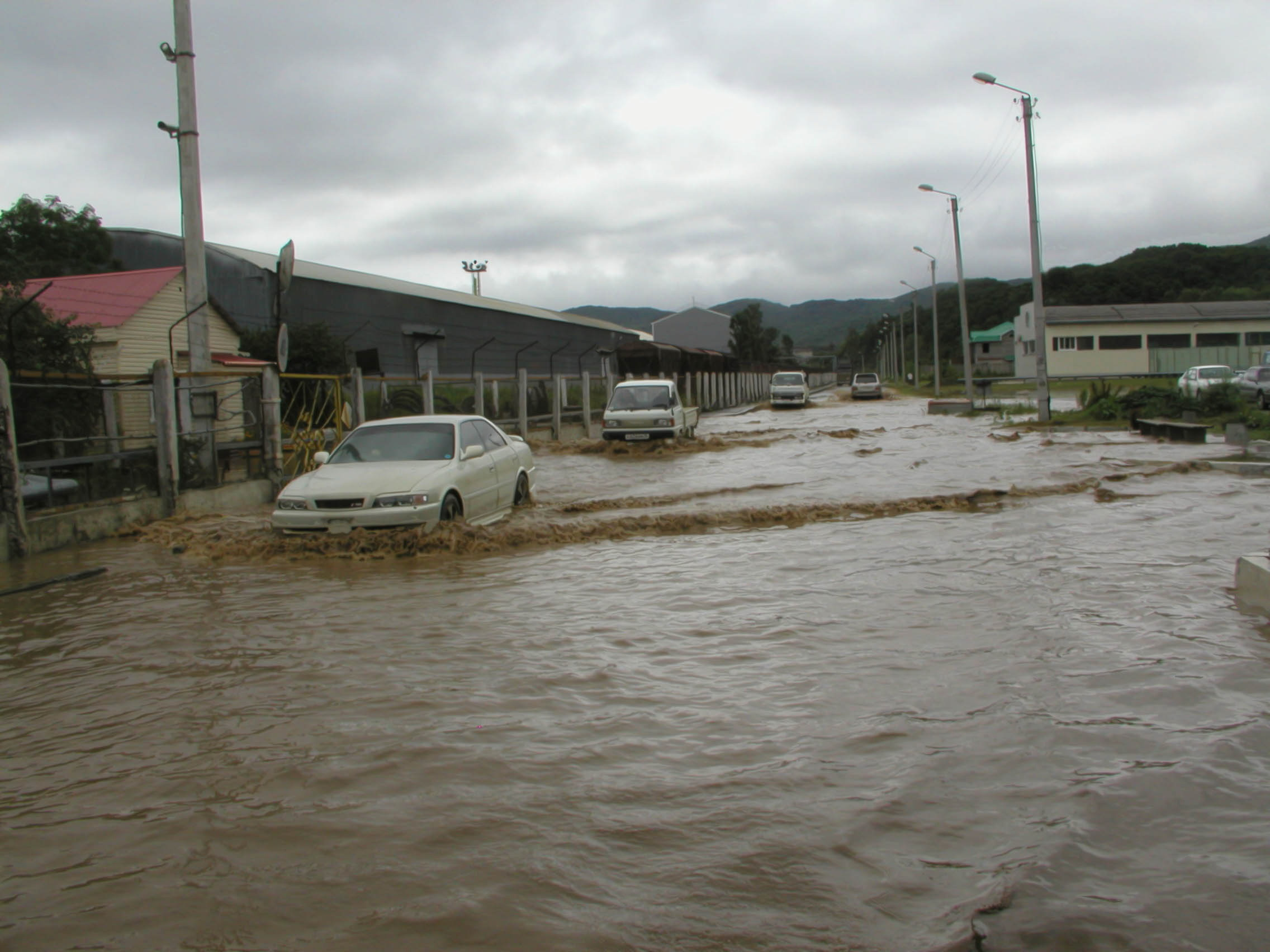
Droga w miejscowości Wrangel po tajfunie w 2008 roku

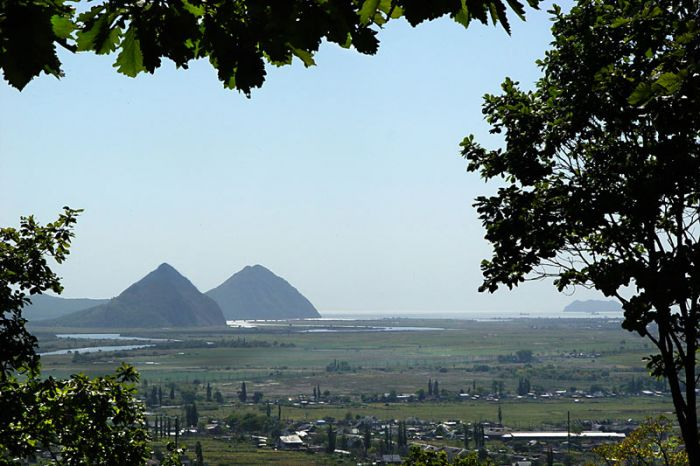
Góry Brat i Siestra w pobliżu Nachodki

Kraj Nadmorski (ros. Приморский край) – jednostka administracyjna Federacji Rosyjskiej w Dalekowschodnim Okręgu Federalnym ze stolicą we Władywostoku.

## Geografia
Kraj Nadmorski stanowi najdalej wysuniętą na południowy wschód część Rosji. Znajduje się pomiędzy 42° i 48° szerokości geograficznej północnej i 130° i 139° długości geograficznej wschodniej. Jest rozciągnięty południkowo, a odległość od najbardziej wysuniętego punktu na północ do najbardziej wysuniętego na południe wynosi około 900 km.
Kraj Nadmorski graniczy z Chinami od zachodu, z Koreą Północną od południa, z Krajem Chabarowskim na północy i z Morzem Japońskim na wschodzie.
- Długość granic – ponad 3000 km, w tym 1350 km to granice morskie.
- Najwyższy szczyt – Anik, wys. 1933 m n.p.m.
- Długość linii kolejowych – 1628 km, z czego 345 km to linie zelektryfikowane.
- Długość dróg – 12 633 km

### Topografia
Obszar kraju ma charakter górski i wyżynny. Przeważająca część kraju jest zalesiona (80%). Średnia wysokość wynosi ok. 500 m n.p.m. Głównym pasmem górskim jest Sichote-Aliń z najwyższym szczytem Kraju Nadmorskiego – górą Anik (1933 m n.p.m.), składające się z licznych mniejszych pasm. Na południu liczne jaskinie krasowe, np. Spiaszczaja Krasawica. Góry poprzecinane są licznymi dolinami rzek i potoków. Największą rzeką jest Ussuri z dopływem Bolszą Ussurką. Zachodnia część kraju położona jest na Nizinie Chanka nad największym rosyjskim jeziorem na Dalekim Wschodzie, Chanką.
W kraju znajdują się również liczne małe wyspy, jak: Rosyjska, Popowa, Putiatina, Rejneke, Rikorda, Archipelag Rimskiego-Korsakowa, Askold, Pietrowa i inne.
Na Morzu Japońskim, w pobliżu Władywostoku, znajduje się Półwysep Jankowskiego – nazwany na cześć polskiego zesłańca Michała Jankowskiego, pioniera rosyjskiego Dalekiego Wschodu, archeologa, przedsiębiorcy, przyrodnika i hodowcy.

### Klimat
Klimat kraju jest umiarkowany chłodny monsunowy.

## Ludność
W 1989 roku zaludnienie kraju wynosiło 2 258 391 osób, w 2002 roku 2 071 210, a w roku 2010 spadło do 1 956 497 mieszkańców. W roku tym w skład populacji wchodziły następujące narodowości:
- Rosjanie: 92,5%
- Ukraińcy: 2,8%
- Koreańczycy: 1%
- Tatarzy: 0,6%
- Uzbecy: 0,5%
- Białorusini: 0,3%
- Ormianie: 0,3%
- Azerowie: 0,2%
- Mordwini: 0,1%
- Chińczycy: 0,2%
- pozostali: 1,5%

### Religia
Według oficjalnego sondażu z roku 2012 26,6% ludności Kraju Nadmorskiego zalicza się do Rosyjskiej Cerkwi Prawosławnej, 6% to niezrzeszeni chrześcijanie, 1% zalicza się do innej Cerkwi prawosławnej, 1% populacji zalicza się do rodzimowierstwa słowiańskiego (słowiańskie neopogaństwo). W dalszej kolejności, 24% populacji jest wierząca, lecz nie należy do żadnej wspólnoty religijnej, 35% to ateiści, oraz 6,4% wskazuje inne religie lub nie chciała odpowiedzieć na pytanie.

## Podział administracyjny

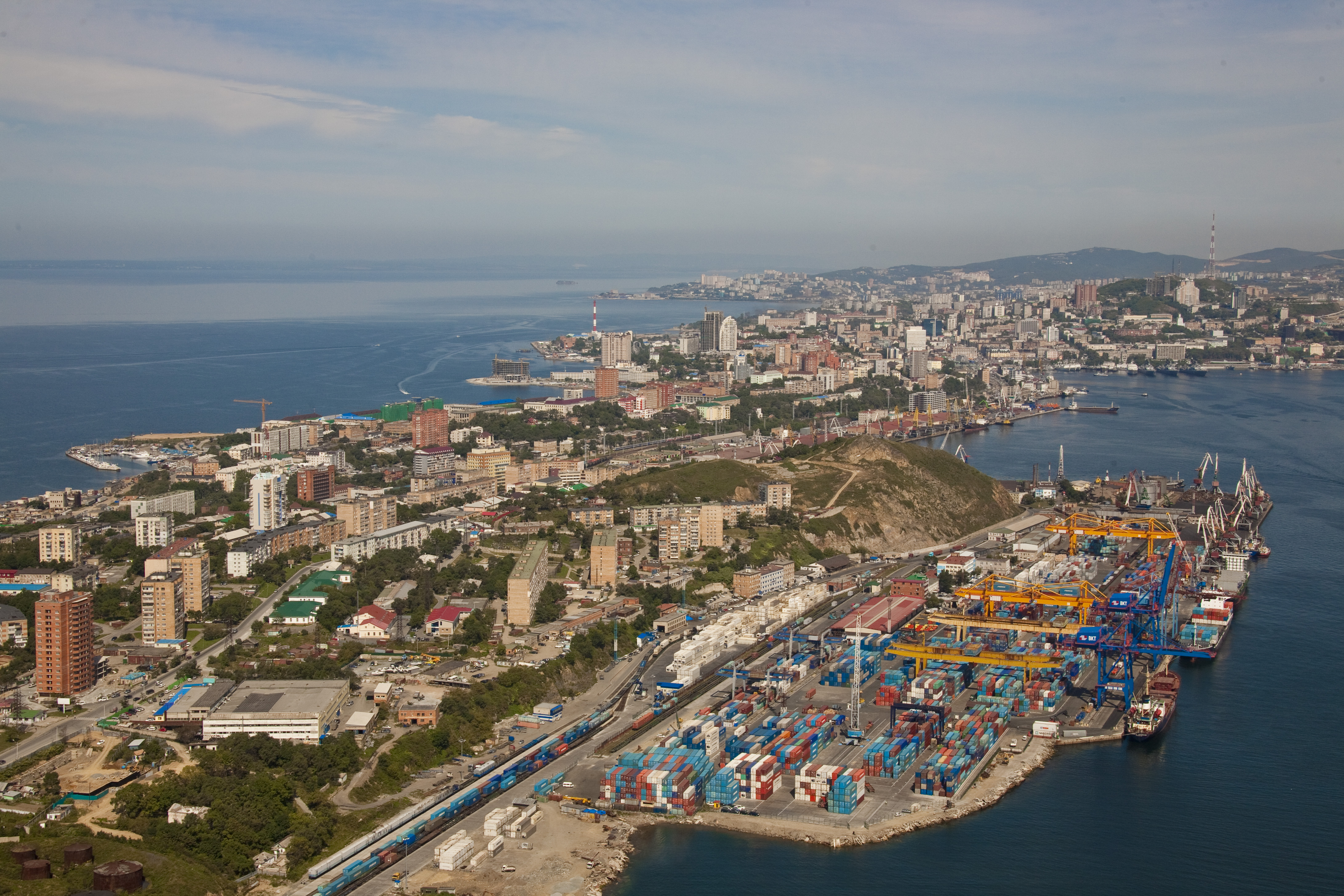
Władywostok jest największym miastem portowym rosyjskiego Dalekiego Wschodu

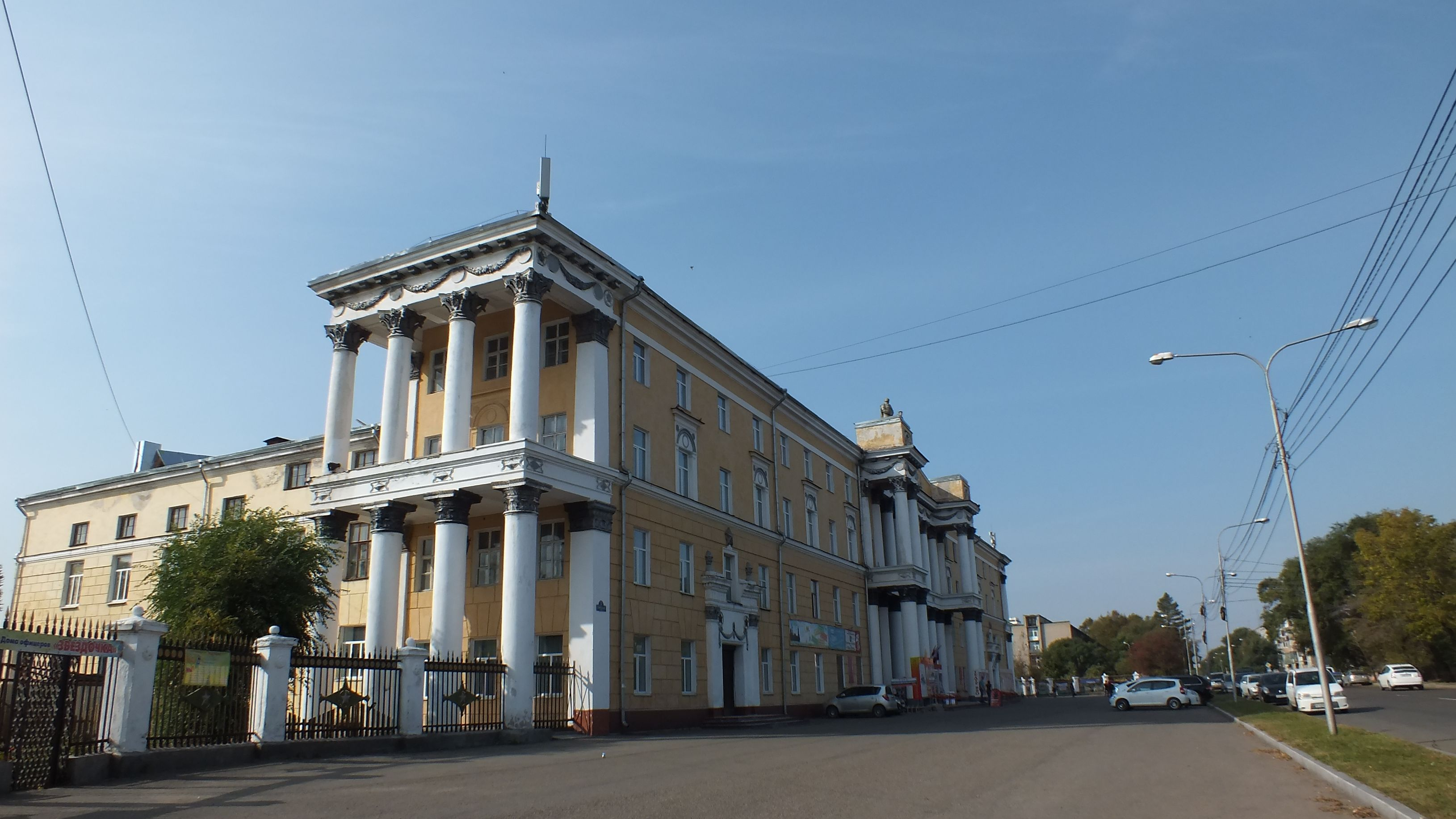
W miejscu Ussuryjska niegdyś znajdował się Supin, będący centrum administracyjnym jednego z regionów państwa dynastii Jin

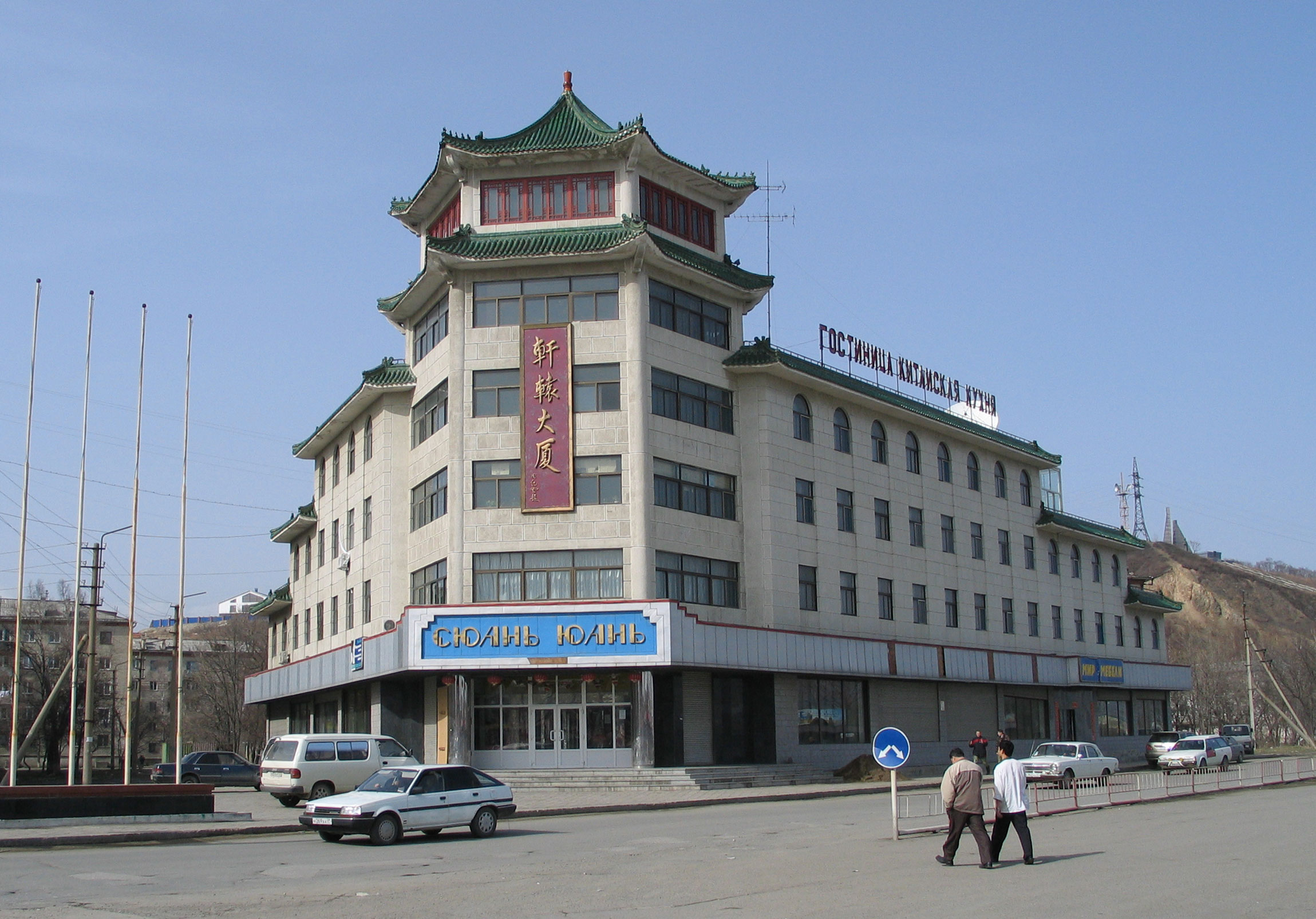
Nachodka jest miastem portowym i ośrodkiem przetwórstwa rybnego

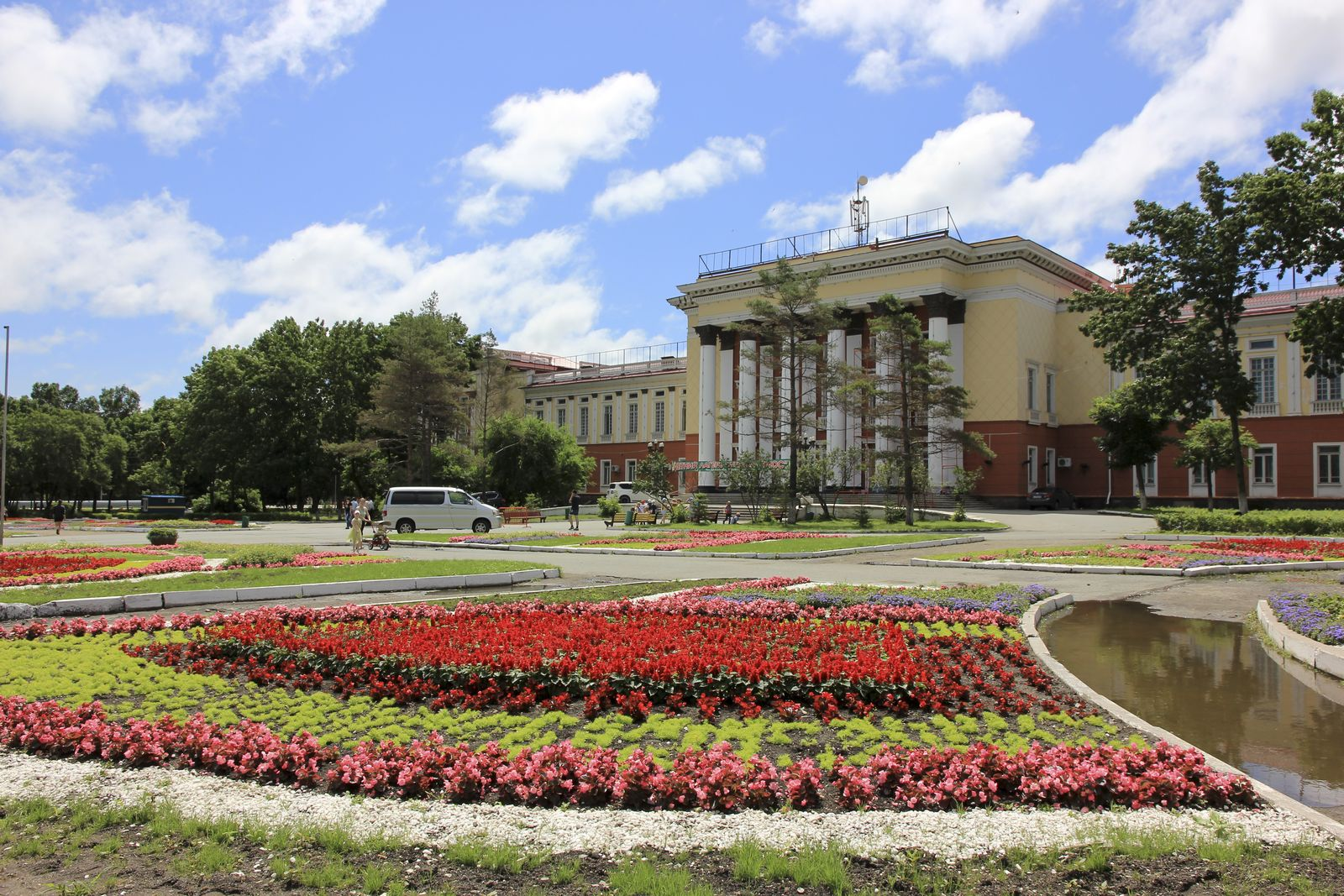
Artiom jest młodym miastem założonym w okresie międzywojennym

Kraj podzielony jest na 10 miast wydzielonych i 22 rejony.
- Miasta zamknięte – pod jurysdykcją władz Federacji (poza jurysdykcją władz Kraju).
  - Bolszoj Kamień (Большой Камень)
  - Fokino (Фокино) – wraz z osiedlami typu miejskiego: Dunaj (Дунай) i Putjatin (Путятин).

- Miasta wydzielone
  - Władywostok (Владивосток) – stolica kraju.
  - Arsienjew (Арсеньев)
  - Artiom (Артём)
  - Dalniegorsk (Дальнегорск)
  - Dalnierieczensk (Дальнереченск)
  - Lesozawodzk (Лесозаводск)
  - Nachodka (Находка)
  - Partizansk (Партизанск)
  - Spassk-Dalnij (Спасск-Дальний)
  - Ussuryjsk (Уссурийск)

- Rejony
  - rejon anuczynski (Анучинский район)
  - rejon czernigowski (Черниговский район)
  - rejon czugujewski (Чугуевский район)
  - rejon dalnierieczenski (Дальнереченский район)
  - rejon kawalerowski (Кавалеровский район)
  - rejon chankajski (Ханкайский район)
  - rejon chasanski (Хасанский район)
  - rejon chorolski (Хорольский район)
  - rejon kirowski (Кировский район)
  - rejon krasnoarmiejski (Красноармейский район)
  - rejon łazowski (Лазовский район)
  - rejon michajłowski (Михайловский район)
  - rejon nadieżdinski (Надеждинский район)
  - rejon oktiabr´ski (Октябрьский район)
  - rejon olginski (Ольгинский район)
  - rejon partizanski (Партизанский район)
  - rejon pograniczny (Пограничный район)
  - rejon pożarski (Пожарский район)
  - rejon szkotowski (Шкотовский район)
  - rejon spasski (Спасский район)
  - rejon tierniejski (Тернейский район)
  - rejon jakowlewski (Яковлевский район)

## Gospodarka
W Kraju Nadmorskim rozwinął się przemysł hutniczy, górniczy, rybny, maszynowy, metalowy, elektrotechniczny, drzewny, chemiczny oraz materiałów budowlanych. W regionie uprawia się pszenicę, owies, ryż, soję, buraki cukrowe, słonecznik oraz hoduje się bydło, zwierzęta futerkowe.

## Transport
Przez kraj przebiega linia kolei transsyberyjskiej, która kończy tu swój bieg, oraz liczne drogi w tym droga magistralna M60. We Władywostoku znajduje się największy rosyjski port morski na Dalekim Wschodzie oraz międzynarodowy Port lotniczy Władywostok.
Tablice pojazdów zarejestrowanych w Kraju Nadmorskim mają oznaczenie 25 w prawym górnym rogu nad flagą Rosji i literami RUS.